# Hansjörg Nagel
Hansjörg Nagel, auch Hans-Jörg Nagel, (* 10. Oktober 1938; † 10. April 2016  in Füssen) war ein deutscher Eishockeyspieler.

## Spielerkarriere
Hans-Jörg Nagel war erst für den SC Ziegelwies aktiv und anschließend in den 1960er Jahren als Eishockeyspieler für den EV Füssen in der Bundesliga.
Mit diesem wurde er als Spieler insgesamt fünf Mal Deutscher Meister und gewann mit ihm 1964 den Spengler Cup.

### International
Für die deutsche Eishockeynationalmannschaft bestritt Nagel insgesamt 10 Länderspiele. Nagel stand im Aufgebot Deutschlands bei den Eishockey-Weltmeisterschaft 1963 und bei der B-Weltmeisterschaft 1965.

## Erfolge und Auszeichnungen
- 1963 Deutscher Meister mit dem EV Füssen
- 1964 Deutscher Meister mit dem EV Füssen
- 1965 Deutscher Meister mit dem EV Füssen
- 1968 Deutscher Meister mit dem EV Füssen
- 1969 Deutscher Meister mit dem EV Füssen
- 10. März 1963 Verleihung des Silbernen Lorbeerblattes[3]